# Emily O'Reilly
Pour les articles homonymes, voir O'Reilly.
Emily O'Reilly, née le 20 octobre 1957 à Tullamore dans le comté d'Offaly, est une journaliste irlandaise. En 2003, elle devient la première femme Médiatrice d'Irlande (Ombudswoman) (en). Elle est la médiatrice européenne de 2013 à 2025.

## Carrière
Elle a étudié à l'University College Dublin, au Trinity College de Dublin et à l'Université Harvard, où elle obtient un Nieman Fellowship en journalisme.
Elle commence sa carrière de journaliste dans les années 1970. Elle travaille successivement au Irish Press, au Sunday Tribune, au Sunday Times, journal du dimanche distribué au Royaume-Uni et en Irlande, comme chroniqueuse politique  et au Sunday Business Post, un journal irlandais, comme rédactrice politique.
En 1998, elle devient la rédactrice en chef du magazine Magill (en). Poste qu'elle quitte en septembre 1999 quand le magazine associé In Dublin est interdit de publication par la Commission de censure des publications pour publicité de services de prostitution.
Au cours de sa carrière journalistique, elle a remporté le prix du Journaliste de l'année et celui de la Femme journaliste de l'année.
Le 1er juin 2003 à Áras an Uachtaráin, résidence de la présidence irlandaise, elle reçoit le certificat de médiatrice (Ombudswoman) de la république d'Irlande et de commissaire à l'information par Mary McAleese, présidente d'Irlande, succédant ainsi à Kevin Murphy. 
En 2007, O'Reilly est nommée Commissaire à l'information environnementale.
Le 3 juillet 2013, elle est élue médiatrice européenne par le Parlement européen et entre en fonction le 1er octobre suivant. Elle succède ainsi au Grec Nikiforos Diamandouros qui occupait ce poste depuis 2003.